# Vorabend (Turgenew)

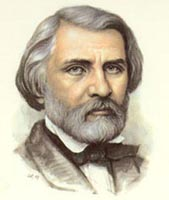
Iwan Turgenew im Jahr 1859

Vorabend, auch Am Vorabend (russisch Накануне, Nakanune), ist ein Roman des russischen Schriftstellers Iwan Turgenew, der 1859 vollendet und 1860 im Russki Westnik in Moskau veröffentlicht wurde.

## Überblick
Turgenew thematisiert ein Kapitel aus dem Krimkrieg. Der 26 Jahre alte Bulgare Dmitri Insarow, ein Kaufmannssohn aus Tirnowo, will in den Jahren 1853/1854 sein Heimatland vom Joch der Osmanen befreien. Für Insarow habe Turgenew als Vorbild Nikolai Katranow genommen. Als Rasnotschinze gehört Insarow nicht dem Adel an.
Die zentrale Figur im Roman ist nicht der Bulgare Insarow, sondern dessen russische Frau Jelena Stachowa. Während Jelena einen starken Charakter zeigt, also auf dem Balkan die Kämpfer tatkräftig unterstützen wird, stirbt ihr Ehemann vorher auf dem Wege ins Kampfgebiet in Venedig.

## Vorgeschichte
Russland
1812 wurde Fähnrich Nikolai Artemjewitsch Stachow, Sohn eines Hauptmanns a. D., verwundet und dafür in Petersburg mit einem einträglichen Posten abgefunden. Als 25-Jähriger heiratete er die vermögende Anna Wassiljewna Schubina. Mit sieben Jahren verwaist, war Anna mütterlicherseits durch Erbschaft zu Reichtum gekommen. Stachow konnte deswegen als Militär den Abschied nehmen und sich auf sein Landgut zurückziehen. Nach der Geburt der einzigen Tochter Jelena durfte Anna auf dringliches ärztliches Anraten kein Kind mehr bekommen. Stachow begann – zum Leidwesen seiner Frau – ein Verhältnis mit Awgustina Christianowna, einer russlanddeutschen Witwe. Seit Stachow des Landlebens überdrüssig geworden war, lebt die Familie in Annas Moskauer Haus.
Bulgarien
1835 wurde Insarows Mutter von einem türkischen Aga die Kehle durchgeschnitten. Insarows Vater wollte die Bluttat rächen und wurde von den Türken erschossen. Insarow kam nach Odessa. Darauf nahm seine Tante die achtjährige Waise in Kiew auf. 1848 ging Insarow nach Bulgarien zurück, durchstreifte seine Heimat, wurde von den Türken verfolgt, kam dabei fast ums Leben und kehrte 1850 nach Russland zurück.

## Titel
Turgenew schreibt um 1860, solche Menschen wie Insarow benötige Russland dringend. Allerdings befände man sich noch am Vorabend ihres Erscheinens.

## Handlung
Im Sommer 1853 verkehren unter anderen zwei miteinander befreundete junge Männer in Annas Kunzowoer Sommerhaus an der Moskwa – der angehende Bildhauer Pawel Jakowlewitsch Schubin, ein entfernter Verwandter Annas und der angehende Philosoph Andrej Petrowitsch Bersenew. Pawel Schubin gesteht Bersenew unter vier Augen, er sei zwar in die 20-jährige Jelena verliebt, doch das junge Fräulein liebe Bersenew. Das stimmt. Zumindest teilt der Erzähler dem Leser mit, Jelena fände Gefallen an Bersenew.
Bersenew möchte einen interessanten Moskauer Studenten, einen gewissen Insarow, mit den Stachows bekanntmachen. Als Bersenew  das nächste Mal in Moskau zu tun hat, bringt er den Bulgaren, der an der Universität Geschichte, Jura und Politische Ökonomie studiert, nach Kunzowo mit.
Insarow und Jelena unterhalten sich. Der Bulgare kommt zu der Überzeugung, die Russin sei ein prächtiges Fräulein; keine eingebildete Aristokratin. Beide finden gemeinsame Themen; tauschen sich über Heimatliebe und den Übergang von oben genannter Rache zum Kampf um die Befreiung der Bulgaren von den Türken aus. Diesem Kampf, so erkennt Jelena, habe sich Insarow mit Leib und Seele verschrieben.
Als während eines Ausfluges an die Zarizynoer Teiche ein betrunkener deutscher Offizier Jelena verbal belästigt, greifen weder Pawel Schubin noch Bersenew ein, sondern Insarow schmeißt den aufdringlichen Deutschen ins Wasser. Jelena drückt Insarow hinterher die Hand.
Schließlich vertraut Jelena ihrem Tagebuch an, sie werde aus Insarow nicht klug, habe noch nie geliebt, sei aber in den Bulgaren verliebt und erkennt: „Er liebt mich!“ Weil er fast mittellos ist, geht Insarow nach Moskau zurück. Jelena schreibt ihm.
Jelenas Vater findet für die Tochter einen Bräutigam – den 33-jährigen Kollegienrat Obersekretär Jegor Andrejewitsch Kurnatowski. Der selbstbewusste, überhebliche Beamte ist nicht nach dem Geschmack der „Braut“. Zu Jelenas Freude verlässt die Mutter im Herbst 1853 Kunzowo und bezieht ihr Winterquartier – das Stadthaus nahe bei der Moskauer Pretschistenka-Straße. Insarow kommt. Die Begrüßung des Liebespaares ist stürmisch. Darauf folgt die Ernüchterung. Insarow wird von seinen Freunden nach Bulgarien gerufen. Er freut sich auf den Krieg und will seine Moskauer Studien hinschmeißen. Die Russen haben bereits die Fürstentümer besetzt. Jelena will an Insarows Seite bleiben. Sie duldet keine Einwände wie „Frauen ziehen nicht mit in den Krieg“. Trotzdem will Insarow der Geliebten unbedingt einen Reisepass besorgen. Das erweist sich als schwierig. Jelena verfügt nur über bescheidene Mittel. Während der Laufereien zwecks Passbeschaffung zieht sich Insarow eine schwere Lungenentzündung zu, liegt längere Zeit sterbenskrank und wird von seinem Freund Bersenew aufopferungsvoll gepflegt. Bersenew, der doch Jelena einmal geliebt hat, kann sie nur mit Mühe vom Krankenlager fernhalten. „Wenn er stirbt, so ist das auch mein Tod“, beharrt Jelena.
Insarow stirbt nicht. Sinope, also der 30. November 1853, ist nicht mehr fern. Insarow und Jelena lassen sich heimlich trauen. Jelenas Mutter Anna Wassiljewna Stachowa fällt bei der Nachricht, die junge Frau wolle ihrem Manne ins bulgarische Kriegsgebiet folgen, in Ohnmacht. Meint Anna Wassiljewna doch, die Bulgaren wohnten in Laubhütten wie in Sibirien. Insarow ist noch nicht richtig gesund. Es heißt, er spucke Blut. Jelenas Vater Nikolai Artemjewitsch will keinesfalls mit dem Montenegriner, wie er den bulgarischen Schwiegersohn nennt, zusammentreffen. In dem elterlichen Ehezwist siegt die Mutter. Der Vater gibt klein bei. Das junge Paar, von Anna Wassiljewna finanziell unterstützt, kann reisen. Auf der Hinreise erliegt Insarow im Frühjahr 1854 in Venedig oben genannter Lungenkrankheit.
Jelena reist allein auf den Balkan und pflegt dort als Barmherzige Schwester Kranke und Verwundete. Ihre Spur verliert sich. Jelena gilt als verschollen. Zuletzt soll sie in der Herzegowina bei der kämpfenden Truppe gesehen worden sein.

## Form
Beinahe allwissend gibt der Erzähler Gedankengänge verschiedener Protagonisten wieder. Als Kontrast zu solch psychologischer Durchdringung erscheint die Zurückhaltung des Erzählers, wenn zum Beispiel Vermutungen zum Schicksal Jelenas auf dem Kriegsschauplatz Balkan zur Sprache kommen.
Bühnenreife Turgenewsche Situationskomik darf auch in diesem Roman nicht fehlen. Als zum Beispiel Jelena heimlich ihren Insarow ehelicht, spielt Jelenas Vater Nikolai Artemjewitsch Stachow zur gleichen Zeit großartig den entsetzten Moralapostel ausgerechnet in dem Moment, als seine Mätresse Awgustina Christianowna nach ihm verlangt.

## Rezeption
- Januar 1860: Dobroljubow im Sowremennik unter der Überschrift Wann endlich kommt der Tag?[8]: „In ihr [Jelena] hat sich jene unklare Sehnsucht nach irgend etwas gezeigt, jenes fast unbewußte, aber unabweisbare Bedürfnis nach einem neuen Leben, nach neuen Menschen, das jetzt die ganze russische Gesellschaft ergreift. In Jelena spiegeln sich die besten Regungen unseres heutigen Lebens so hell wider.“[9]
- Turgenew habe nicht nur die ersten Abteilungen Barmherziger Schwestern, die sich 1854 in Sewastopol formierten, im Auge gehabt, sondern auch die letzten Schritte Anita Garibaldis auf ihrem Lebensweg. Es könnte möglich sein, Turgenew habe Insarow vor seinem Eintreffen im Kriegsgebiet ganz profan an seiner Erkrankung sterben lassen, weil er das Heroische des Vorgangs relativieren wollte.[10]